# Olympiastützpunkt Berlin
Der Olympiastützpunkt Berlin ist seit 1987 eine sportartübergreifende Betreuungs- und Serviceeinrichtung des  Spitzensports für Bundeskaderathleten sowie deren Trainer.

## Geschichte
Im Jahre 1987 wurde der Olympiastützpunkt Berlin in der Trägerschaft des Trägervereins des Olympiastützpunktes Berlin e. V. gegründet. Der OSP Berlin ist aktuell einer von 18 deutschen Olympiastützpunkten.

## Aufgaben
Der OSP Berlin bietet für alle Bundeskaderathleten in Berlin ein ganzheitliches, sportmedizinisches, physiotherapeutisches, trainingswissenschaftliches, sportpsychologisches und soziales Betreuungsangebot. Darüber hinaus übernimmt der OSP Berlin mit etwa 35 fest angestellte Mitarbeitern, etwa 10 Honorarkräften und über 20 direkt beim OSP angestellten Trainern die folgenden Aufgaben:
- Steuerung der Entwicklung der Berliner Schwerpunktsportarten vom Nachwuchs bis zur Weltspitze, in Abstimmung mit dem Landessportbund und weiteren Partnern (Beispiel: Der OSP stimmt Regionalkonzepte und Kooperationsvereinbarungen mit den Spitzensportverbänden ab, die am OSP anschließend in der täglichen Betreuungsarbeit umgesetzt werden).
- Unterstützung der Berliner Eliteschulen des Sports und der Partner-Institutionen bei der noch effizienteren Verzahnung von leistungssportlichem Training und schulischer Ausbildung (Beispiel: Der OSP sorgt mit dem Regionalteam dafür, dass im Haus der Athleten die Wohn- und Lebensbedingungen der Sportler verbessert werden, bis hin zur sportgerechten Ernährung).
- Regelung der Kooperationsvereinbarungen mit Universitäten und sonstigen Hochschulen sowie Ausbildungseinrichtungen, damit Studenten und Azubis spitzensportkompatible Bedingungen erhalten und Leistungssport mit Berufsausbildung optimal verbunden werden kann (Beispiel: Der OSP koordiniert die Mitfinanzierung von Betriebs- und Unterhaltungskosten durch den Bund aus dem Programm Trainingsstättenförderung in 19 von 40 leistungssportlichen Trainingsanlagen in Berlin. Diese Mittel werden über den OSP an die Betreiber der Sportstätten vergeben und helfen, die notwendigen Trainingsbedingungen abzusichern).
- Einflussnahme auf eine bedarfsgerechte Bereitstellung der Trainingszeiten in den Sportanlagen (Beispiel: Der OSP begründet und initiiert erforderliche Bau- und Sanierungsprojekte sowie Maßnahmen zur baulichen Unterhaltung einzelner Sportanlagen).

## Stützpunkte

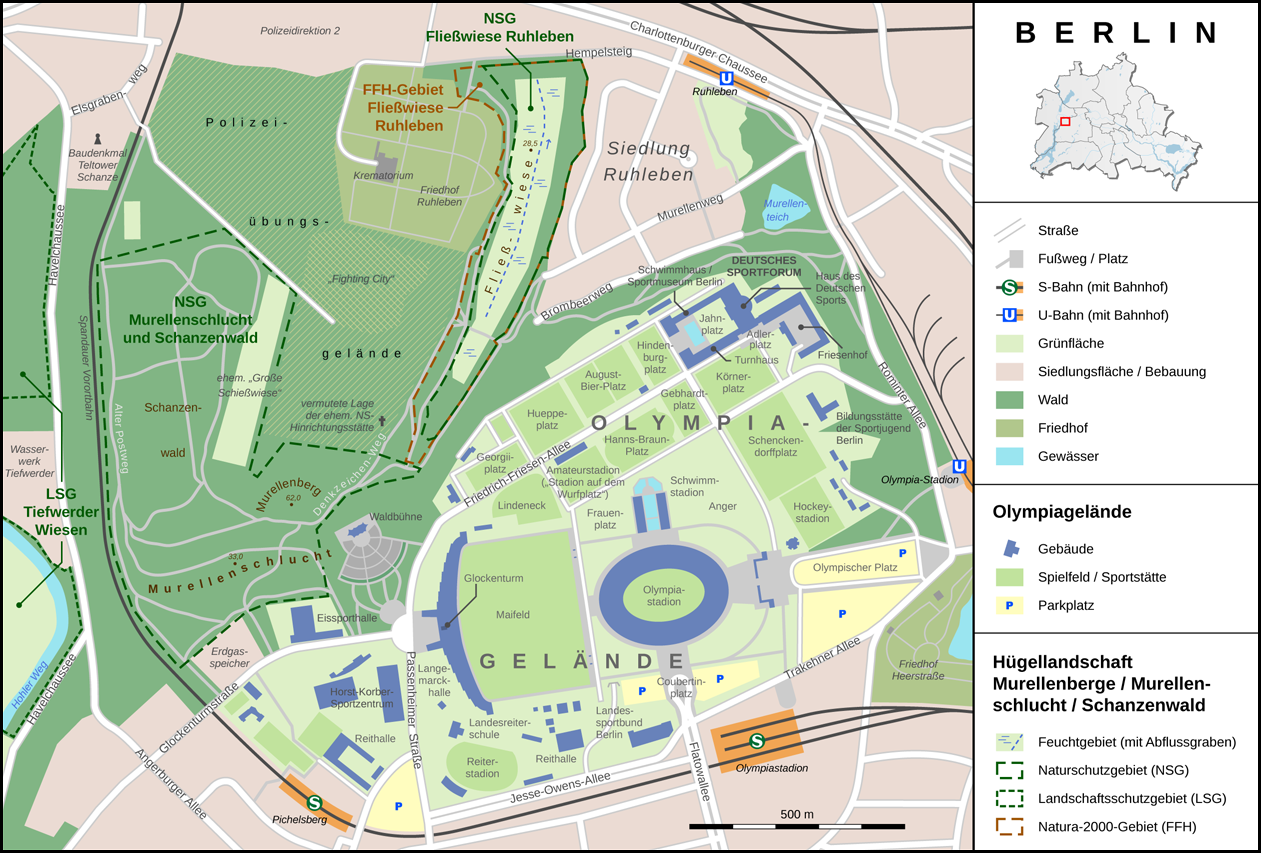
Der Berliner Sportkomplex Olympiapark

### Standorte
Die Zentrale des Olympiastützpunkts liegt in der Fritz-Lesch-Straße 29 in 13053 Berlin. Dort ist das Sportforum Berlin beheimatet. Weitere Standorte befinden sich beim Sportkomplex Europasportpark (u. a. mit der Schwimm- und Sprunghalle im Europasportpark), dem Sportkomplex Grünau, dem Sportkomplex Olympiapark, dem Sportkomplex Hohenzollerndamm und dem Bundesleistungszentrum Kienbaum.

### Sportarten und Schwerpunkte
Etwa 500 Bundeskaderathleten aus über 35 olympischen und paralympischen Sportarten werden durch den OSP Berlin betreut. Die folgenden 23 olympische Sportarten sind am OSP Berlin als Schwerpunktsportarten anerkannt: Basketball, Beachvolleyball, Bogenschießen, Boxen, Eishockey, Eiskunstlauf, Eisschnelllauf, Handball, Hockey, Fechten, Gewichtheben, Judo, Kanurennsport, Karate, Leichtathletik, Moderner Fünfkampf, Radsport, Rudern, Schwimmen, Segeln, Turnen, Volleyball, Wasserball und Wasserspringen.

### Eliteschulen des Sports
Drei Sport-Eliteschulen mit Internaten sind an den Olympiastützpunkt in Berlin angebunden: das Schul- und Leistungssportzentrum Berlin am Sportforum Hohenschönhausen, die Flatow-Oberschule am Großen Müggelsee und die Poelchau-Schule am Olympiapark.

## Erfolge
Rund 450 Berliner Sportlerinnen und Sportler starteten von 1992 bis 2016 bei Olympischen Spielen und Olympischen Winterspielen. Der Olympiastützpunkt Berlin hat in diesem Zeitraum 52 Olympiasieger und 13 Paralympicssieger hervorgebracht.

## Zusammenarbeit mit Universitäten
Acht Berliner Hochschulen und Universitäten kooperieren mit dem Olympiastützpunkt Berlin insbesondere im Bereich der  Spitzensportförderung. Mit der Zusammenarbeit reagieren die Hochschulen auf neuere Entwicklungen im Sport und zugleich im Hochschulbereich (Stand: 2023).